# Cerapteroceroides angustifrons
Cerapteroceroides angustifrons är en stekelart som beskrevs av Singh och Agarwal 1991. Cerapteroceroides angustifrons ingår i släktet Cerapteroceroides och familjen sköldlussteklar. Inga underarter finns listade i Catalogue of Life.